# Poule C de la Coupe du monde de rugby à XV 2015
La poule C de la Coupe du monde de rugby à XV 2015, qui se dispute en Angleterre et au Pays de Galles du 19 septembre au 11 octobre 2015, comprend cinq équipes dont les deux premières se qualifient pour les quarts de finale de la compétition. Conformément au tirage au sort effectué le 3 décembre 2012 à Londres, les équipes de Nouvelle-Zélande (Chapeau 1), d'Argentine (Chapeau 2), des Tonga (Chapeau 3), de Géorgie (Chapeau 4) et de Namibie (Chapeau 5) composent ce groupe C.

## Classement
| Rang | Pays             | J | V | N | D | Em | Ee | Bo | Bd | Pm  | Pe  | Diff | Pts |
| ---- | ---------------- | - | - | - | - | -- | -- | -- | -- | --- | --- | ---- | --- |
| 1    | Nouvelle-Zélande | 4 | 4 | 0 | 0 | 25 | 3  | 3  | 0  | 174 | 49  | +125 | 19  |
| 2    | Argentine        | 4 | 3 | 0 | 1 | 22 | 7  | 3  | 0  | 179 | 70  | +109 | 15  |
| 3    | Géorgie          | 4 | 2 | 0 | 2 | 5  | 16 | 0  | 0  | 53  | 123 | -70  | 8   |
| 4    | Tonga            | 4 | 1 | 0 | 3 | 8  | 17 | 1  | 1  | 70  | 130 | -60  | 6   |
| 5    | Namibie          | 4 | 0 | 0 | 4 | 8  | 25 | 0  | 1  | 70  | 174 | -104 | 1   |

|  | Qualifiés pour les quarts de finale et pour la Coupe du monde 2019 (no 1, no 2). |
|  | Éliminé mais qualifié pour la Coupe du monde 2019 (no 3).                        |

Attribution des points : victoire : 4, match nul : 2, défaite : 0, forfait : -2 ; plus les bonus (offensif : 4 essais marqués ou plus ; défensif : défaite par 7 points d'écart ou moins).
Règles de classement : 1. résultat du match de poule entre les deux équipes ; 2. différence de points ; 3. différence d'essais ; 4. nombre de points marqués ; 5. nombre d'essais marqués ; 6. rang au classement IRB en date du 3 octobre 2011.

## Les matchs

### Tonga - Géorgie
(mt : 3 - 10)
Homme du match :  Mamuka Gorgodze
Points marqués :
- Tonga : 1 essai de Vainikolo (72e) ; 1 transformation de Morath (73e) ; 1 pénalité Morath (9e)
- Géorgie : 2 essais de Gorgodze (27e) et de Tkhilaishvili (56e) ; 2 transformations de Kvirikashvili (28e, 57e) ; 1 pénalité de Kvirikashvili (19e)

Évolution du score : 3-0, 3-3, 3-10, 3-17, 10-17
Arbitre :  Nigel Owens
Touche :  Chris Pollock et  Leighton Hodges

Vidéo :  George Ayoub
Résumé
| Tonga · Titulaires · 15 Vungakoto Lilo · 14 Telusa Veainu · 13 William Helu 51e · 12 Siale Piutau · 11 Fetu'u Vainikolo 72e · 10 Kurt Morath · 9 Sonatane Takulua · 8 Viliami Ma'afu · 7 Nili Latu (cap.) 71e · 6 Sione Kalamafoni · 5 Steve Mafi 59e · 4 Lua Lokotui · 3 Halani Aulika 64e · 2 Elvis Taione 51e · 1 Tevita Mailau 51e · Remplaçants · 16 Paul Ngauamo 51e · 17 Sona Taumalolo 51e · 18 Sila Puafisi 64e · 19 Hale T-Pole 59e · 20 Jack Ram 71e · 21 Samisoni Fisilau · 22 Latiume Fosita · 23 Sione Piukala 51e · Entraîneur · Mana Otai |  |  | Géorgie · Titulaires · 72e à 80e Merab Kvirikashvili 15 · Tamaz Mchedlidze 14 · Davit Kacharava 13 · Merab Sharikadze 12 · Giorgi Aptsiauri 11 · Lasha Malaguradze 10 · 78e Vasil Lobzhanidze 9 · 27e (cap.) Mamuka Gorgodze 8 · Viktor Kolelishvili 7 · 56e 65e Giorgi Tkhilaishvili 6 · 63e Konstantin Mikautadze 5 · Giorgi Nemsadze 4 · 60e Davit Zirakashvili 3 · 60e Jaba Bregvadze 2 · 60e Mikheil Nariashvili 1 · Remplaçants · 60e Shalva Mamukashvili 16 · 60e Karlen Asieshvili 17 · 60e Levan Chilachava 18 · 63e Levan Datunashvili 19 · 65e Shalva Sutiashvili 20 · 78e Giorgi Begadze 21 · Giorgi Pruidze 22 · Muraz Giorgadze 23 · Entraîneur · Milton Haig |

### Nouvelle-Zélande - Argentine
(mt : 12 - 13)
Homme du match :  Brodie Retallick
Points marqués :
- Nouvelle-Zélande : 2 essais de A.Smith (57e) et Sam Cane (67e) ; 2 transformations de Carter (58e , 67e) ; 4 pénalités de Carter (5e, 11e, 19e, 40e)
- Argentine : 1 essai de Pagadizábal (21e) ; 1 transformation de Sánchez (23e) ; 3 pénalités de Sanchez (30e, 38e, 43e)

Évolution du score : 3-0, 6-0, 9-0, 9-7, 9-10, 9-13, 12-13, 12-16, 19-16-, 26-16
Arbitre :  Wayne Barnes
Touche :  JP Doyle et  Angus Gardner

Vidéo :  George Ayoub
Résumé
| Nouvelle-Zélande · Titulaires · 15 Ben Smith · 14 Nehe Milner-Skudder 50e · 13 Conrad Smith 37e à 47e · 12 Ma'a Nonu 46e · 11 Julian Savea · 10 Dan Carter · 9 Aaron Smith 57e 69e · 8 Kieran Read · 7 Richie McCaw (cap.) 30e à 40e · 6 Jerome Kaino 65e · 5 Sam Whitelock · 4 Brodie Retallick 71e · 3 Owen Franks 50e · 2 Dane Coles 68e · 1 Tony Woodcock 46e · Remplaçants · 16 Keven Mealamu 68e · 17 Wyatt Crockett 46e · 18 Charlie Faumuina 50e · 19 Victor Vito 71e · 20 Sam Cane 65e 67e · 21 TJ Perenara 69e · 22 Beauden Barrett 50e · 23 Sonny Bill Williams 46e · Entraîneur · Steve Hansen |  | Argentine · Titulaires · 70e Joaquín Tuculet 15 · Santiago Cordero 14 · Marcelo Bosch 13 · Juan Martín Hernández 12 · Juan Imhoff 11 · 69e Nicolás Sánchez 10 · 62e Tomás Cubelli 9 · 65e Leonardo Senatore 8 · Juan Martín Fernández Lobbe 7 · 10e à 20e 58e Pablo Matera 6 · Tomás Lavanini 5 · 21e 23e Guido Petti Pagadizábal 4 · 54e Nahuel Tetaz Chaparro 3 · 70e (cap.) Agustín Creevy 2 · Marcos Ayerza 1 · Remplaçants · 65e Julián Montoya 16 · 70e Lucas Noguera Paz 17 · 54e Ramiro Herrera 18 · 23e Mariano Galarza 19 · 58e Juan Manuel Leguizamón 20 · 62e Martín Landajo 21 · 69e Jerónimo de la Fuente 22 · 70e Lucas González Amorosino 23 · Entraîneur · Daniel Hourcade |

### Nouvelle-Zélande - Namibie
(mt : 34 - 6)
Homme du match :  Nehe Milner-Skudder
Points marqués :
- Nouvelle-Zélande : 9 essais de Vito (6e), Milner-Skudder (9e, 40e), Fekitoa (20e), Barrett (30e), Savea (47e, 75e), B.Smith (61e) et Taylor (79e) ; 5 transformations de Barrett (7e, 21e, 31e, 80e) et Slade (48e) ; 1 pénalité de Barrett (4e)
- Namibie : 1 essai de Deysel (51e) ; 3 pénalités de Kotze (13e, 23e, 43e)

Évolution du score : 3-0, 10-0, 15-0, 15-3, 22-3, 22-6, 29-6, 34-6, 34-9, 41-9, 41-14, 46-14, 51-14, 58-14
Arbitre :  Romain Poite
Touche :  Craig Joubert et  Mathieu Raynal

Vidéo :  George Ayoub
Résumé
| Nouvelle-Zélande · Titulaires · 15 Colin Slade 52e · 14 Nehe Milner-Skudder · 13 Malakai Fekitoa · 12 Sonny Bill Williams 62e · 11 Julian Savea · 10 Beauden Barrett · 9 TJ Perenara 48e · 8 Victor Vito · 7 Sam Cane (cap.) · 6 Jerome Kaino 62e · 5 Sam Whitelock 52e · 4 Luke Romano · 3 Charlie Faumuina 64e · 2 Codie Taylor · 1 Ben Franks · Remplaçants · 16 Keven Mealamu · 17 Wyatt Crockett 64e · 18 Tony Woodcock · 19 Kieran Read 52e · 20 Richie McCaw 62e · 21 Tawera Kerr-Barlow 48e · 22 Ma'a Nonu 62e · 23 Ben Smith 52e · Entraîneur · Steve Hansen |  | Namibie · Titulaires · Johan Tromp 15 · 58e 69e David Philander 14 · JC Greyling 13 · Johan Deysel 12 · 45e Conrad Marais 11 · Theuns Kotzé 10 · 73e Eugene Jantjies 9 · 45e 50e 53e Leneve Damens 8 · 50e 53e Tinus du Plessis 7 · 65e (cap.) Jacques Burger 6 · Pieter-Jan van Lill 5 · Tjiuee Uanivi 4 · 48e 60e 69e 73e Aranos Coetzee 3 · 73e Torsten van Jaarsveld 2 · 57e à 67e 69e Jaco Engels 1 · Remplaçants · 73e Louis van der Westhuizen 16 · 58e Casper Viviers 17 · 64e 60e 69e 73e Raoul Larson 18 · 45e Renaldo Bothma 19 · 65e Janco Venter 20 · 63e Rohan Kitshoff 21 · 73e Eniell Buitendag 22 · 45e Chrysander Botha 23 · Entraîneur · Phil Davies |

### Argentine - Géorgie
(mt : 14 - 9)
Homme du match :  Santiago Cordero
Points marqués :
- Argentine : 7 essais de Lavanini (10e), Cubelli (47e), Imhoff (49e, 76e), Cordero (53e, 72e), Landajo (70e) ; 5 transformations de Sánchez (48e, 51e, 54e) et Bosch (71e, 74e) ; 2 pénalités de Sanchez (21e, 35e) ; 1 drop de Sanchez (6e)
- Géorgie : 3 pénalités de Kvirikashvili (17e, 20e, 32e)

Évolution du score : 3-0, 8-0, 8-3, 8-6, 11-6, 11-9, 14-9, 21-9, 28-9, 35-9, 42-9, 49-9, 54-9
Arbitre :  JP Doyle
Touche :  Nigel Owens et  Stuart Berry

Vidéo :  Ben Skeen
Résumé
| Argentine · Titulaires · 15 Joaquín Tuculet · 14 Santiago Cordero · 13 Marcelo Bosch · 12 Juan Martín Hernández 37e · 11 Juan Imhoff · 10 Nicolás Sánchez 65e · 9 Tomás Cubelli 58e · 8 Facundo Isa · 7 Juan Martín Fernández Lobbe 65e · 6 Juan Manuel Leguizamón 58e · 5 Tomás Lavanini · 4 Matías Alemanno · 3 Nahuel Tetaz Chaparro 58e · 2 Agustín Creevy (cap.) 63e · 1 Marcos Ayerza 68e · Remplaçants · 16 Julián Montoya 63e · 17 Lucas Noguera Paz 68e · 18 Ramiro Herrera 58e · 19 Javier Ortega Desio 65e · 20 Pablo Matera 58e · 21 Martín Landajo 58e · 22 Jerónimo de la Fuente 37e · 23 Lucas González Amorosino 65e · Entraîneur · Daniel Hourcade |  | Géorgie · Titulaires · 54e Merab Kvirikashvili 15 · 59e Tamaz Mchedlidze 14 · Davit Kacharava 13 · Merab Sharikadze 12 · Giorgi Aptsiauri 11 · Lasha Malaguradze 10 · 58e Vasil Lobzhanidze 9 · 45e à 55e (cap.) Mamuka Gorgodze 8 · 58e Viktor Kolelishvili 7 · Giorgi Tkhilaishvili 6 · 49e Konstantin Mikautadze 5 · Giorgi Nemsadze 4 · 52e Davit Zirakashvili 3 · 49e Jaba Bregvadze 2 · 52e Mikheil Nariashvili 1 · Remplaçants · 49e Shalva Mamukashvili 16 · 52e Karlen Asieshvili 17 · 52e Levan Chilachava 18 · 49e Levan Datunashvili 19 · 58e Shalva Sutiashvili 20 · 58e Giorgi Begadze 21 · 59e Giorgi Pruidze 22 · 54e Muraz Giorgadze 23 · Entraîneur · Milton Haig |

### Tonga - Namibie
(mt : 22 - 7)
Homme du match :  Jack Ram
Points marqués : 
- Tonga : 5 essais de Veainu (6e, 55e), Ram (12e, 45e) et Fosita (25e) ; 2 transformations de Lilo (7e, 26e) ; 2 pénalités de Lilo (35e) et Morath (73e)
- Namibie : 3 essais de Tromp (18e) et Burger (49e, 67e) ; 3 transformations de Kotzé (19e, 49e, 68e)

Évolution du score : 7-0, 12-0, 12-7, 19-7, 22-7, 27-7, 27-14, 32-14, 32-21, 35-21
Arbitre :  Glen Jackson
Touche :  Chris Pollock et  Federico Anselmi

Vidéo :  Ben Skeen
Résumé
| Tonga · Titulaires · 15 Vungakoto Lilo 60e · 14 David Halaifonua · 13 Siale Piutau (cap.) 58e · 12 Sione Piukala · 11 Fetu'u Vainikolo · 10 Latiume Fosita · 9 Sonatane Takulua 58e · 8 Viliami Ma'afu · 7 Jack Ram · 6 Sione Kalamafoni 33e · 5 Joseph Tu'ineau · 4 Hale T-Pole 43e · 3 Sila Puafisi 60e · 2 Aleki Lutui 47e · 1 Soane Tonga'uiha 60e · Remplaçants · 16 Paul Ngauamo 47e · 17 Tevita Mailau 60e · 18 Halani Aulika 60e · 19 Lua Lokotui 43e · 20 Opeti Fonua 33e · 21 Samisoni Fisilau 58e · 22 Kurt Morath 58e · 23 Telusa Veainu 60e · Entraîneur · Mana Otai |  | Namibie · Titulaires · Chrysander Botha 15 · 65e Johan Tromp 14 · Danie van Wyk 13 · 72e Johan Deysel 12 · Russell van Wyk 11 · Theuns Kotzé 10 · 71e Eniell Buitendag 9 · 68e Renaldo Bothma 8 · Rohan Kitshoff 7 · (cap.) Jacques Burger 6 · Tjiuee Uanivi 5 · 40e Janco Venter 4 · 72e Aranos Coetzee 3 · 74e Torsten van Jaarsveld 2 · 40e Casper Viviers 1 · Remplaçants · 74e Louis van der Westhuizen 16 · 40e Johnny Redelinghuys 17 · 72e AJ de Klerk 18 · 68e Tinus du Plessis 19 · 40e Pieter-Jan van Lill 20 · 72e Damian Stevens 21 · 71e Darryl de la Harpe 22 · 65e David Philander 23 · Entraîneur · Phil Davies |

### Nouvelle-Zélande - Géorgie
(mt : 22 - 10)
Homme du match :  Mamuka Gorgodze
Points marqués :
- Nouvelle-Zélande : 7 essais de Naholo (2e), Savea (8e, 17e, 74e), Coles (22e), Read (53e) et Fekitoa (78e) ; 4 transformations de Carter (3e, 54e, 74e, 79e)
- Géorgie : 1 essai de Tsiklauri (5e) ; 1 transformation de Malaguradze (6e) ; 1 pénalité de Malaguradze (12e)

Évolution du score : 7-0, 7-7, 12-7, 12-10, 17-10, 22-10, 29-10, 36-10, 43-10
Arbitre :  Pascal Gaüzère
Touche :  Angus Gardner et  Mathieu Raynal

Vidéo :  Shaun Veldsman
Résumé
| Nouvelle-Zélande · Titulaires · 15 Ben Smith · 14 Waisake Naholo 53e · 13 Conrad Smith 63e · 12 Sonny Bill Williams 56e 63e · 11 Julian Savea · 10 Dan Carter · 9 Aaron Smith 71e · 8 Kieran Read · 7 Richie McCaw (cap.) 61e · 6 Jerome Kaino · 5 Sam Whitelock · 4 Brodie Retallick · 3 Charlie Faumuina 61e · 2 Dane Coles 71e · 1 Wyatt Crockett 61e · Remplaçants · 16 Keven Mealamu 71e · 17 Tony Woodcock 61e · 18 Owen Franks 61e · 19 Victor Vito 56e · 20 Sam Cane 61e · 21 Tawera Kerr-Barlow 71e · 22 TJ Perenara · 23 Malakai Fekitoa 53e · Entraîneur · Steve Hansen |  | Géorgie · Titulaires · Beka Tsiklauri 15 · Giorgi Aptsiauri 14 · Davit Kacharava 13 · 76e Tamaz Mchedlidze 12 · 66e Alexander Todua 11 · Lasha Malaguradze 10 · 45e Giorgi Begadze 9 · 68e Lasha Lomidze 8 · 48e (cap.) Mamuka Gorgodze 7 · Shalva Sutiashvili 6 · Giorgi Chkhaidze 5 · Levan Datunashvili 4 · 51e Levan Chilachava 3 · 66e Shalva Mamukashvili 2 · 51e Karlen Asieshvili 1 · Remplaçants · 66e Simon Maisuradze 16 · 51e Mikheil Nariashvili 17 · 51e Anton Peikrishvili 18 · 48e Konstantin Mikautadze 19 · 68e Viktor Kolelishvili 20 · 45e Vasil Lobzhanidze 21 · 66e Merab Sharikadze 22 · 76e Muraz Giorgadze 23 · Entraîneur · Milton Haig |

### Argentine - Tonga
(mt : 20 - 13)
Homme du match :  Nicolás Sánchez
Points marqués :
- Argentine : 5 essais de Tuculet (20e), Imhoff (22e), Sánchez (64e) Montoya (72e) et Cordero (80e) ; 4 transformations de Sanchez (21e, 23e, 73e, 80e) ; 4 pénalités de Sanchez (18e, 26e, 44e, 53e)
- Tonga : 2 essais de Morath (7e) et Tonga'uiha (38e) ; 2 pénalités de Morath (33e, 42e)

Évolution du score : 0-5, 3-5, 10-5, 17-5, 20-5, 20-8, 20-13, 20-16, 23-16, 26-16, 31-16, 38-16, 45-16
Arbitre :  Jaco Peyper
Touche :  Glen Jackson et  Mike Fraser

Vidéo :  Ben Skeen
Résumé
| Argentine · Titulaires · 15 Joaquín Tuculet · 14 Santiago Cordero · 13 Matías Moroni 71e · 12 Jerónimo de la Fuente · 11 Juan Imhoff 58e · 10 Nicolás Sánchez · 9 Martín Landajo 65e · 8 Leonardo Senatore 51e · 7 Juan Martín Fernández Lobbe · 6 Pablo Matera · 5 Tomás Lavanini · 4 Guido Petti Pagadizábal 65e · 3 Ramiro Herrera 65e · 2 Agustín Creevy (cap.) 65e · 1 Marcos Ayerza 65e · Remplaçants · 16 Julián Montoya 65e · 17 Lucas Noguera Paz 65e · 18 Juan Pablo Orlandi 65e · 19 Matías Alemanno 65e · 20 Juan Manuel Leguizamón 51e · 21 Tomás Cubelli 65e · 22 Santiago González Iglesias 71e · 23 Horacio Agulla 58e · Entraîneur · Daniel Hourcade |  | Tonga · Titulaires · 71e Vungakoto Lilo 15 · Telusa Veainu 14 · Siale Piutau 13 · 50e Sione Piukala 12 · Fetu'u Vainikolo 11 · Kurt Morath 10 · 71e Sonatane Takulua 9 · 61e Viliami Ma'afu 8 · (cap.) Nili Latu 7 · Sione Kalamafoni 6 · 67e Joseph Tu'ineau 5 · Lua Lokotui 4 · 71e Halani Aulika 3 · 61e Elvis Taione 2 · 61e Soane Tonga'uiha 1 · Remplaçants · 61e Aleki Lutui 16 · 61e Sona Taumalolo 17 · 71e Sila Puafisi 18 · 67e Steve Mafi 19 · 61e Opeti Fonua 20 · 71e Samisoni Fisilau 21 · 50e Latiume Fosita 22 · 71e David Halaifonua 23 · Entraîneur · Mana Otai |

### Namibie - Géorgie
(mt : 6 - 0)
Homme du match :  Tinus du Plessis
Points marqués :
- Namibie : 1 essai de Kotzé (74e) ; 1 transformation de Kotzé (76e) ; 3 pénalités de Kotzé (2e, 18e, 71e)
- Géorgie : 2 essais de Gorgodze (50e) et Malaguradze (55e) ; 2 transformations de Kvirikashvili (51e, 56e) ; 1 pénalité de Kvirikashvili (68e)

Évolution du score : 3-0, 6-0, 6-7, 6-14, 6-17, 9-17, 16-17
Arbitre :  George Clancy
Touche :  Romain Poite et  Stuart Berry

Vidéo :  Shaun Veldsman
Résumé
| Namibie · Titulaires · 15 Chrysander Botha · 14 David Philander 40e 51e · 13 Danie van Wyk 28e · 12 Darryl de la Harpe 76e · 11 Russell van Wyk · 10 Theuns Kotzé · 9 Eugene Jantjies 68e · 8 Renaldo Bothma 50e à 60e · 7 Tinus du Plessis 60e 68e · 6 Jacques Burger (cap.) 10e · 5 Tjiuee Uanivi · 4 Pieter-Jan van Lill 68e · 3 Raoul Larson 45e à 55e 60e · 2 Torsten van Jaarsveld 71e · 1 Johnny Redelinghuys 60e · Remplaçants · 16 Louis van der Westhuizen 71e · 17 Jaco Engels 60e · 18 Aranos Coetzee 40e 40e à 50e 51e 60e · 19 Wian Conradie 60e · 20 Rohan Kitshoff 10e · 21 Johan Tromp 76e · 22 Damian Stevens 68e · 23 Heinrich Smit 28e · Entraîneur · Phil Davies |  | Géorgie · Titulaires · 76e Merab Kvirikashvili 15 · 43e Tamaz Mchedlidze 14 · Davit Kacharava 13 · Merab Sharikadze 12 · Alexander Todua 11 · Lasha Malaguradze 10 · 66e Vasil Lobzhanidze 9 · (cap.) Mamuka Gorgodze 8 · 40e Viktor Kolelishvili 7 · Giorgi Tkhilaishvili 6 · 57e Konstantin Mikautadze 5 · Giorgi Nemsadze 4 · Davit Zirakashvili 3 · 35e à 45e 57e Jaba Bregvadze 2 · 36e Mikheil Nariashvili 1 · Remplaçants · 57e Shalva Mamukashvili 16 · 36e Karlen Asieshvili 17 · Anton Peikrishvili 18 · 57e Levan Datunashvili 19 · 40e Lasha Lomidze 20 · 66e Giorgi Begadze 21 · 43e Giorgi Aptsiauri 22 · 76e Beka Tsiklauri 23 · Entraîneur · Milton Haig |

### Nouvelle-Zélande - Tonga
(mt : 14 - 3)
Homme du match :  Nehe Milner-Skudder
Points marqués :
- Nouvelle-Zélande : 7 essais de Ben Smith (13e), Woodcock (31e), Milner-Skudder (52e, 58e), Williams (66e), Cane (70e) et Nonu (76e) ; 6 transformations de Carter (15e, 32e, 54e, 59e, 66e, 72e)
- Tonga : 3 pénalités de Morath (26e, 49e, 57e)

Évolution du score : 7-0, 7-3, 14-3, 14-6, 21-6, 21-9, 28-9, 35-9, 42-9, 47-9
Arbitre :  John Lacey
Touche :  JP Doyle et  Marius Mitrea

Vidéo :  Graham Hughes
Résumé
| Nouvelle-Zélande · Titulaires · 15 Ben Smith · 14 Nehe Milner-Skudder · 13 Conrad Smith 62e · 12 Ma'a Nonu · 11 Waisake Naholo 57e · 10 Dan Carter · 9 Aaron Smith 72e · 8 Kieran Read (cap.) 38e à 48e · 7 Sam Cane · 6 Jerome Kaino · 5 Sam Whitelock 66e · 4 Luke Romano 49e · 3 Owen Franks 62e · 2 Dane Coles 66e · 1 Tony Woodcock 43e · Remplaçants · 16 Keven Mealamu 66e · 17 Wyatt Crockett 43e · 18 Ben Franks 62e · 19 Brodie Retallick 49e · 20 Liam Messam 66e · 21 Tawera Kerr-Barlow 72e · 22 Beauden Barrett 57e · 23 Sonny Bill Williams 62e · Entraîneur · Steve Hansen |  | Tonga · Titulaires · Vungakoto Lilo 15 · 66e Telusa Veainu 14 · Siale Piutau 13 · Latiume Fosita 12 · Fetu'u Vainikolo 11 · 62e Kurt Morath 10 · 70e Sonatane Takulua 9 · 66e Viliami Ma'afu 8 · (cap.) Nili Latu 7 · Sione Kalamafoni 6 · 54e Joseph Tu'ineau 5 · Lua Lokotui 4 · 70e Halani Aulika 3 · 49e Elvis Taione 2 · 55e Soane Tonga'uiha 1 · Remplaçants · 49e 70e à 80e Paul Ngauamo 16 · 55e Sona Taumalolo 17 · 70e Sila Puafisi 18 · 54e Steve Mafi 19 · 66e Jack Ram 20 · 70e Samisoni Fisilau 21 · 62e Viliami Tahitu'a 22 · 66e William Helu 23 · Entraîneur · Mana Otai |

### Argentine - Namibie
(mt : 36 - 7)
Homme du match :  Horacio Agulla
Points marqués : 
- Argentine : 9 essais de Hernández (7e), Moroni (19e), Agulla (24e), Isa (36e), Noguera Paz (40e), Alemanno (49e), Senatore (64e), Montoya (69e) et Cubelli (74e) ; 8 transformations de González Iglesias (8e, 20e, 26e, 40e) et Socino (50e, 65e, 70e, 75e) ; 1 pénalité de González Iglesias (12e)
- Namibie : 3 essais de Tromp (13e), Greyling (46e) et Jantjies (80e) ; 2 transformations de Kotzé (14e, 47e)

Évolution du score : 7-0, 10-0, 10-7, 17-7, 24-7, 29-7, 36-7, 36-14, 43-14, 50-14, 57-14, 64-14, 64-19
Arbitre :  Pascal Gaüzère
Touche :  Jérôme Garcès et  Mike Fraser

Vidéo :  George Ayoub
Résumé
| Argentine · Titulaires · 15 Lucas González Amorosino · 14 Matías Moroni · 13 Santiago González Iglesias 65e · 12 Juan Pablo Socino · 11 Horacio Agulla · 10 Juan Martín Hernández 51e · 9 Martín Landajo (cap.) 53e · 8 Facundo Isa · 7 Javier Ortega Desio · 6 Pablo Matera 50e · 5 Matías Alemanno 61e · 4 Guido Petti Pagadizábal · 3 Juan Pablo Orlandi 53e · 2 Julián Montoya 70e · 1 Lucas Noguera Paz · Remplaçants · 16 Agustín Creevy 70e · 17 Marcos Ayerza · 18 Ramiro Herrera 53e · 19 Leonardo Senatore 50e · 20 Juan Martín Fernández Lobbe 61e · 21 Tomás Cubelli 53e · 22 Marcelo Bosch 51e 53e à 63e · 23 Juan Imhoff 65e · Entraîneur · Daniel Hourcade |  | Namibie · Titulaires · 58e Chrysander Botha 15 · Johan Tromp 14 · 11e à 21e 65e JC Greyling 13 · Johan Deysel 12 · Conrad Marais 11 · Theuns Kotzé 10 · 65e Damian Stevens 9 · 58e Leneve Damens 8 · Wian Conradie 7 · (cap.) Rohan Kitshoff 6 · Tjiuee Uanivi 5 · 6e Janco Venter 4 · 47e Aranos Coetzee 3 · 52e Torsten van Jaarsveld 2 · 52e Jaco Engels 1 · Remplaçants · 52e Louis van der Westhuizen 16 · 52e Johnny Redelinghuys 17 · 47e AJ de Klerk 18 · 6e Pieter-Jan van Lill 19 · 58e 76e à 80e Tinus du Plessis 20 · 52e Russell van Wyk 21 · 65e Eugene Jantjies 22 · 65e Heinrich Smit 23 · Entraîneur · Phil Davies |